# Fusine, Lombardiet
Fusine är en ort och kommun i provinsen Sondrio i regionen Lombardiet i Italien. Kommunen hade 579 invånare (2018).